# داکوتا (اجتماع)، ویسکانسین
داکوتا (به انگلیسی: Dakota) یک منطقهٔ مسکونی در ایالات متحده آمریکا است که در شهرستان واشرا، ویسکانسین واقع شده‌است. داکوتا ۲۵۶٫۰۴ متر بالاتر از سطح دریا واقع شده‌است.